# Orteguaza (Florencia)
Orteguaza es un corregimiento de Florencia (Caquetá). Se compone de los centros poblados Santana Las Hermosas (cabecera del corregimiento), San Antonio de Atenas y La Esperanza, asi como 22 veredas.
Se encuentra ubicado en el centro de la jurisdicción del municipio, al nororiente de la cabecera municipal.

## Geografía

### Límites
Limita al norte con el corregimiento de Danubio, al este con el corregimiento de San Pedro, al sur con el corregimiento de Venecia, al suroeste con el corregimiento de San Martín y al oeste con el corregimiento de El Caraño. 

### Clima
Es un corregimiento caracterizado por su relieve de piedemonte donde predomina el clima templado y de transición al clima tropical húmedo, atravesado por el río Orteguaza en sentido norte-sur. 

## Sitios de interés
En su territorio se encuentran las inspecciones de policía de Santana Las Hermosas y San Antonio de Atenas.
Tiene excelentes sitios turísticos, entre los cuales se destacan:canotajes sobre el río Orteguaza,finca las palmas, y una hermosa quebrada llamada la culebra está última en la vereda Santana, excelente para pasar en familia.